# بابكر عوض الله
بابكر عوض الله (2 مارس 1917-17 يناير 2019)؛ سياسي قومي عربي سوداني، وهو رئيس مجلس الوزراء السوداني ما بين مايو وأكتوبر 1969، وهي الحكومة السادسة للجمهورية السودانية. توفي في 2019، في جمهورية إيرلندا.

## عنه
ولد بالقطينة بولاية النيل الأبيض في العام 1917، وهو من أصل مصري وتخرج في مدرسة الحــقوق بكلية غردون التذكارية 1940م جامعة الخرطوم حاليا. لرؤساء القضاء السابقين. وهو من أشهر قضاة السودان – نال درجة الماجستير في القوانين فهو قاض ورجل دولة تولي رئاسة السلطات الثلاثة في الدولة في أزمان متفرقة . تولى رئاسة السلطة التشريعية رئيساً للبرلمان في 5/1/1954م حتى 30/6/1957م.- وتولى رئاسة السلطة القضائية السودانية وكان رئيساً للقضاء بالإنابة في 21 أكتوبر 1964م إلى أن صار رئيساً للقضاء في 22/2/1965م وتقاعد في 17/3/1967م . تولى رئاسة السلطة التنفيذية فكان رئيساً لمجلس الوزراء في عام 1969م ثم وزيراً للعدل .رئيس الوزراء إبان حكومة مايو في الفترة من 25 مايو 1969 م وحتى أكتوبر 1970م.

## روابط خارجية
- بابكر عوض الله على موقع مونزينجر (الألمانية)